# Paul Futcher
Paul Futcher, angleški nogometaš in trener, * 25. september 1956, Chester, Anglija, Združeno kraljestvo, † 24. november 2016.